# 流行亭歌麿・やちよ
流行亭歌麿・やちよ（りゅうこうていうたまろ・-）は戦前、戦後にかけて活躍した夫婦の音曲漫才コンビ。
男の歌麿が三味線を演奏する異色の音曲漫才。1948年より本格的にコンビを組む。
戎橋松竹、歌舞伎地下演芸場、千日劇場などを拠点とした。1980年代にはすでに夫婦は引退。
歌麿は戦後2代目桂春団治亡き後唯一残った初代桂春団治の弟子であった。

## メンバー
- 流行亭歌麿（りゅうこうてい うたまろ、本名・浦川正男、1911年1月22日 - 1980年代）

大阪日本橋の生まれ、子役で芝居を経験、並行して舞踊や三味線も習得した、12歳で落語家の林家染三に入門。1924年4月に初代桂春団治門下で若春の名で新世界第二朝日館で初舞台、その後、小春、春太楼と相次いで改名。1938年に色物（漫才）に転じ五條家菊二と、戦時中は足立てる子と組んだ。1948年に妻と組むにあたり「流行亭歌麿」と改名。
- 流行亭やちよ（りゅうこうてい -、本名・浦川スエ、1908年 - 1980年代）

外国コメディ俳優マルクス兄弟の模写で人気を博した永田キングの実の姉で、1933年に永田綾子の名で京都京極勢国館で琵琶を持った女道楽で初舞台。一時「八千代」といったが後にひらがなの「やちよ」と表記を変えた。

## 註
1. ↑  ただし、演芸界から身を引いてはいたものの、演芸関連の仕事もしていた花柳芳兵衛も戦後生きていた。